# Communes de la wilaya de Bordj Bou Arreridj
Pour les autres communes, voir Liste des communes d'Algérie.
Liste des communes de la Wilaya algérienne de Bordj-Bou-Arreridj par ordre alphabétique :
1. Aïn Taghrout
2. Aïn Tesra
3. Belimour
4. Ben Daoud
5. Bir Kasdali
6. Bordj Bou Arreridj
7. Bordj Ghedir
8. Bordj Zemoura
9. Colla
10. Djaafra
11. El Ach
12. El Achir
13. El Anseur
14. El Hamadia
15. El Main
16. El M'hir
17. Ghilassa
18. Haraza
19. Hasnaoua
20. Khelil
21. Ksour
22. Mansoura
23. Medjana
24. Ouled Brahem
25. Ouled Dahmane
26. Ouled Sidi Brahim
27. Rabta
28. Ras El Oued
29. Sidi Embarek
30. Tefreg
31. Taglait
32. Teniet En Nasr
33. Tassameurt
34. Tixter